# Camilla Mondral
Camilla Mondral (ur. 30 czerwca 1911 w Paryżu, zm. 12 lutego 2002 w Warszawie) – polska tłumaczka, działaczka stowarzyszeń polsko-węgierskich, pisarka.

## Życiorys
Córka artysty malarza i grafika Karola Mondrala i Romany z Pogorzelskich. Edukację rozpoczęła w paryskiej École Communale des Jeunes Filles, w 1924 razem z rodziną przeniosła się do Polski i zamieszkała w Bydgoszczy. Uczyła się w Żeńskim Katolickim Gimnazjum Miejskim, gdzie w 1928 zdała maturę, a następnie wyjechała do Poznania, gdzie studiowała na Wydziale Dyplomatyczno-Konsularnym w Wyższej Szkole Handlowej. Od 1929 równolegle studiowała ekonomię na Uniwersytecie im. Adama Mickiewicza, podczas studiów zaangażowała się w sport, weszła w skład kobiecej reprezentacji Polski w lekkoatletyce i szermierce. Jako działaczka sportowa zasiadała w Zarządzie Akademickiego Związku Sportowego w Poznaniu. W 1931 uzyskała dyplom na WSH, a rok później absolutorium na Uniwersytecie. W 1933 przeprowadziła się do Warszawy, gdzie pracowała jako urzędniczka w Spedycji Międzynarodowej C.Hartwig oraz zasiadała jako członek w Klubie Sportowym Warszawianka. Następnie została referentem w Ministerstwie Spraw Wojskowych. W 1939 zadebiutowała na łamach tygodnika „Prosto z Mostu” felietonem „Czy to jest także propaganda?”.
Po wybuchu II wojny światowej razem z całym gabinetem ministerstwa została ewakuowana do Rumunii, gdzie przez trzy tygodnie pracowała w konsulacie RP w Czerniowcach. W połowie września 1939 przedostała się na Węgry, gdzie została łączniczką pomiędzy obozami internowanych, a Biurem Opieki nad Internowanymi Żołnierzami. Uczestniczyła w organizowaniu ucieczek i przerzutach żołnierzy do Francji, gdzie powstawało Wojsko Polskie m.in. akcja EWA. W 1940 próbowała przedostać się do Francji, ale w wyniku porażki pozostała na Węgrzech, gdzie utrzymywała się ucząc języka francuskiego. W 1941 wstąpiła w szeregi tajnej służby kurierskiej „W”, gdzie wystawiała fałszywe dokumenty, równocześnie od 1942 pracowała w Biurze Projektów Inżynierskich. W 1944 po wkroczeniu Niemców została aresztowana i uwięziona w obozie w Austrii, a następnie zesłana na roboty.
Po zakończeniu wojny przez Austrię i Węgry przedostała się do Polski i zamieszkała w Warszawie. Pracowała w Biurze Organizacji Dostaw w Ministerstwie Przemysłu, w 1948 poślubiła Andrzeja Pęksę, z którym po dwóch latach się rozwiodła. Również w 1948 została dyrektorem Państwowej Centrali Handlowej. W latach 1950–1956 pracowała w redakcji literatury węgierskiej w Spółdzielni Wydawniczej „Czytelnik”, zajęła się wówczas tłumaczeniem literatury węgierskiej. W 1953 została członkiem Związku Literatów Polskich, od 1959 współpracowała Instytutem Literackim w Maisons-Laffitte. Na łamach paryskiej Kultury publikowała przekłady literatury węgierskiej. W 1971 została sekretarzem, na w późniejszym czasie przewodniczącą zarządy Klubu Tłumaczy przy Związku Literatów Polskich. W 1976 była jednym z sygnatariuszy „Memoriału 101”, w 1980 przyjęto ją do PEN Clubu. W 1989 weszła w skład komitetu założycielskiego Stowarzyszenia Pisarzy Polskich, była jego członkiem i wiceprezesem. Swoje przeżycia ogłosiła w dwóch tomach wspomnień „Węgry moja miłość” (1994) i „Bieg przez stulecia” (1998).
Pochowana na cmentarzu w Pyrach w Warszawie.

## Ordery i odznaczenia
- Krzyż Komandorski Orderu Odrodzenia Polski (1998)
- Krzyż Kawalerski Orderu Odrodzenia Polski (1974)
- Medal Stowarzyszenia Autorów ZAiKS (1998)[4]
- Odznaka „Zasłużony Działacz Kultury” (1994)
- Srebrny Order Pracy (Węgry, 1973)
- Medal „Pro Cultura Hungarica” (Węgry1988)
- Krzyż Komandorski z Gwiazdą Orderu Zasługi (Węgry, 1991)

## Nagrody
- Nagroda Polskiego PEN Clubu za przekłady z języka węgierskiego (1980)
- Nagroda literacka ZAiKS-u dla tłumaczy (1984)[4]
- Nagroda węgierskiej agencji autorskiej Artisjus (Węgry, 1975, 1985)
- Nagroda Węgierskiego PEN Clubu (Węgry, 1976)
- Nagroda Fundacji im. T. Dery’ego (Węgry, 1993)